# Урбанова, Невенка
Невенка Урбанова (серб. Невенка Урбанова; 28 марта 1909, Бечей, Австро-Венгрия — 7 января 2007, Белград, Сербия) — сербская и югославская драматическая
актриса театра и кино, певица. Одна из самых известных сербских актрис.

## Биография
С 1925 года выступала на сцене Национального театра Белграда. Сыграла более 150 ролей, с 1936 года — актриса первого плана Национального театра. Амплуа — роковая женщина.
Работала в Белградском Национальном театре до выхода на пенсию в 1959 году. Последний раз вышла на сцену в апреле 1965 года.
Играла в пьесах национальных и зарубежных драматургов, в том числе, Б. Станковича, М. Крлежа, Б. Нушича, А. Вайденмана, Мольера, Т. Реттигена, О. Уайльда, Т. Уильямса,
В конце жизни писала мемуары. В 2000 году опубликовала книгу «Svici koji slovima svetle».
На момент смерти была старшей сербской профессиональной актрисой. Согласно её завещанию, известие о смерти Урбановой были объявлены через три дня, 10 января, после кремации и похорон.

## Избранная фильмография
- 1926 — Sve rad osmaha
- 1928 — Da sam ranije znala
- 1948 — Софка
- 1961 — Sreća u torbi
- 1962 — Медальон с тремя сердцами

## Награды
- В 1984 году награждена одной из самых престижных сербских актёрских премий «Добричин прстен» за жизненный творческий вклад.
- Лауреат академической премии им. Иво Андрича за 2005 год.